# Falla en pastilla anticonceptiva Anulette CD en Chile
La falla en la pastilla anticonceptiva Anulette CD en Chile hace referencia a una falla masiva de este método de contracepción oral en 2020 en Chile, que llevó al embarazo no deseado de más de 200 mujeres.

## Hechos
El 24 de agosto de 2020, el Instituto de Salud Pública de Chile anunció que un lote de 139 160 blísteres de la píldora anticonceptiva Anulette CD, producida por los laboratorios Silesia, propiedades del grupo alemán Grünenthal y distribuidas por el servicio público, era defectuoso. La alerta fue dada por trabajadores de una clínica rural que se dieron cuenta de que los comprimidos activos de esos blísteres habían reemplazados por placebos.El 3 de septiembre de 2020, se detectó el mismo problema en 6 blísteres de otro lote. En total, el Instituto de Salud Pública destruyó en ese momento más de 270 mil cajas.
ISP informó a CNN en 2021 que en Chile a 382.871 mujeres se les prescribe Anulette CD.

## Consecuencias sanitarias
En 2021, se estimaba a 111 la cantidad de mujeres que habían quedado embarazadas luego de usar versiones defectuosas de Anulette CD distribuidas a través del sistema público de salud chileno. Sin embargo, en 2023, la corporación Miles calculó que 240 mujeres se embarazaron en este fallo de Anulette CDy el Colegio de Químicos y Farmacéuticos de Chile estimó en que los casos fueron más de 350.Dada la legislación chilena al respecto, no tuvieron la opción de abortar legalmente.

## Consecuencias legales
El Instituto de Salud Pública de Chile impuso una multa de 66 millones de pesos chilenos a los laboratorios por la fabricación y distribución de anticonceptivos defectuosos, equivalente a 1300 UTM. El 22.º Juzgado Civil de Santiago sentenció una multa de 400 UTM a los laboratorios y de 50 UTM a cada uno de los jefes de producción y encargados del control de calidad.
El 28 de marzo de 2021, la Corporación Nacional de Consumidores y Usuarios de Chile (Conadecus) presentó una demanda colectiva ante el Quinto Juzgado Civil de Santiago, contra los dos laboratorios involucrados. En ese momento, se estimó a 111 el número de mujeres que quedaron embarazadas después de usar las píldoras defectuosas. Esa demanda pidió la indemnización de los daños derivados en los gastos asociados al embarazo, al parto, a la crianza y educación de los hijos, de la pérdida de ingresos para las mujeres que tuvieron que dejar de trabajar. También pidió la remuneración del daño moral por la lesión de la autonomía reproductiva. Estimaciones preliminares de Conadecus consideraron un daño total de 286 millones de pesos chilenos.
A raíz de distintas fallas masivas de anticonceptivos en Chile, incluida esta, el Colegio de Químico-Farmacéuticos y Bioquímicos de Chile propuso en 2023 la discusión de una cuarta causal de aborto: a las causales de peligro para la vida de la mujer, de inviabilidad fetal y de embarazo por violación, se propuso añadir una causal para tomar en cuenta las fallas de los anticonceptivos. Por otra parte, la corporación Miles comunicó que en un caso de aborto no deseado después de usar la píldora Anulette, había pedido una interpretación amplia de la primera causal para solicitar el aborto.